# Ascidia tenue
Ascidia tenue is een zakpijpensoort uit de familie van de Ascidiidae. De wetenschappelijke naam van de soort is voor het eerst geldig gepubliceerd in 1983 door Claude Monniot.